# حبیب‌الله رشیدی کوچی
حبیب‌الله رشیدی کوچی (زادهٔ ۱۳۳۹ در مرودشت) نمایندهٔ حوزهٔ انتخابیهٔ مرودشت در دورهٔ پنجم مجلس شورای اسلامی بوده‌است. وی پیش‌تر در دورهٔ چهارم نیز عضو این مجلس بود.